# Espen Lind
Espen Lind (Tromsø, 13 maggio 1971) è un cantautore e produttore discografico norvegese.
La sua popolarità internazionale è legata al successo del singolo When Susannah cries pubblicato nell'estate del 1998, trascinando nelle classifiche anche l'album in cui era contenuta, la seconda edizione di Red.
Le successive fasi della carriera di Lind hanno visto un declino sul fronte internazionale contrapposto ad un consolidamento della fama in patria. Alla sua casa di produzione Espionage si devono numerose fortunate hit per altri artisti, tra cui la ballad Irreplaceable cantata da Beyoncé Knowles e Hey, Soul Sister dei Train.
È stato autore, assieme a Lene Marlin, di Venn, un brano interpretato dai più famosi musicisti norvegesi insieme i cui proventi di vendita andarono alle vittime dello tsunami del 2004.

## Discografia

### Album
- Mmm...Prepare To Be Swayed (1995) - sotto lo pseudonimo Sway
- Red (1997) - sotto lo pseudonimo Sway
- Red II (1998) - international edition
- This Is Pop Music (2001)
- April (2005)
- Hallelujah Live (2006) - con Kurt Nilsen, Alejandro Fuentes e Askil Holm
- Army of One (2008)
- Hallelujah Live vol. 2 (2009) - con Kurt Nilsen, Alejandro Fuentes e Askil Holm

### Singoli
- Yum Yum Gimme Some
- American Love
- Baby You're So Cool
- When Susannah Cries
- Lucky for You
- American Love
- Black Sunday
- Where the Lost Ones Go (duetto con Sissel Kyrkjebø)
- Life Is Good
- Unloved
- Look Like Her
- Million Miles Away
- Hallelujah (con Kurt Nilsen, Alejandro Fuentes e Askil Holm)
- The Boys of Summer (con Kurt Nilsen, Alejandro Fuentes e Askil Holm)
- Scared of Heights
- Sweet Love
- With or Without You (con Kurt Nilsen, Alejandro Fuentes & Askil Holm)